# Carlton Mellick III
Carlton Mellick III (Phoenix, 2 luglio 1977) è uno scrittore statunitense.
È conosciuto per il suo contributo al fantasy e alla fantascienza, ed in particolare al sottogenere bizarro fiction.
Il suo romanzo Satan Burger è controverso al punto che il dipartimento di polizia di Girdwood, Alaska, USA ha arrestato Jared Armstrong con l'accusa di condividere materiale osceno con un minorenne.
Antonio Tombolini Editore ha tradotto in italiano alcuni racconti di Mellick III e li ha pubblicati nella collana di narrativa fantastica "Vaporteppa".

## Biografia
Carlton Mellick III ha cominciato a scrivere a dieci anni e a diciotto aveva già completato ben dodici romanzi. Solo uno di questi, Electric Jesus Corpse, è stato pubblicato. Mellick ha frequentato la Clarion West nel 2008, dove ha studiato con autori quali Chuck Palahniuk, Cory Doctorow, Connie Willis, Paul Park e Mary Rosenblum.
È conosciuto per il suo primo romanzo Satan Burger, pubblicato da Ultra Culture nel 2005 e successivamente tradotto in russo. È la prima parte di una serie di quattro libri, Brave New World, che comprende anche Virtual Light di William Gibson, City Come A Walkin di John Shirley e Tea from an Empty Cup di Pat Cadigan.
Alla fine degli anni novanta ha fondato un collettivo di autori bizzarri, in cui rientrano anche D. Harlan Wilson, Kevin L. Donihe e Vincent Sakowski, e una casa editrice, Eraserhead Press. A questo è seguito nel 2005 la nascita della Bizarro fiction.

## Opere

### Romanzi
- Satan Burger (2001)
- Electric Jesus Corpse (2002)
- Fishy-fleshed (2004)
- Punk Land (2005) - sequel di Satan Burger
- Warrior Wolf Women of the Wasteland (2009)
- Zombies and Shit (2010)
- Tumor Fruit (2012)
- Hungry Bug (2014)
- Bio Melt (2015)

### Racconti
Mellick III si è prefisso l'obiettivo di scrivere almeno quattro racconti lunghi l'anno. Ecco un elenco parziale:
- Razor Wire Pubic Hair (2003)
- Teeth and Tongue Landscape (2003)
- The Steel Breakfast Era (2003)
- The Baby Jesus Butt Plug: A Fairytale (2004)
- The Menstruating Mall (2005)
- Ocean Of Lard (con Kevin L. Donihe 2005)
- Sex and Death in Television Town (2006)
- Sea of the Patchwork Cats (2006)
- La Vagina Infestata (The Haunted Vagina, 2006) Antonio Tombolini Editore, 2014
- Puttana da Guerra (War Slut, 2006) Antonio Tombolini Editore, 2014
- Sausagey Santa (2007)
- Ugly Heaven, Beautiful Hell (2007)
- Ultra Fuckers (2008)
- Adolf nel Paese delle Meraviglie (Adolf in Wonderland, 2008) Antonio Tombolini Editore, 2018
- Cybernetrix (2008)
- Testa d'Uovo (The Egg Man, 2008) Antonio Tombolini Editore, 2016
- Apeshit - Pazzi Furiosi (Apeshit, 2008) Antonio Tombolini Editore, 2016
- The Faggiest Vampire (2009)
- I Cannibali di Candyland (The Cannibals of Candyland, 2009) Antonio Tombolini Editore, 2015
- The Kobold Wizard's Dildo of Enlightenment +2 (2010)
- Crab Town (2011)
- Il Ninja Morbosamente Obeso (The Morbidly Obese Ninja, 2011) Antonio Tombolini Editore, 2014
- Ho Messo Incinta la Figlia di Satana! (I Knocked Up Satan's Daughter, 2011) Antonio Tombolini Editore, 2018
- Pugni di Armadillo (Armadillo Fists, 2011) Antonio Tombolini Editore, 2015
- La Marcia Carnale (The Handsome Squirm, 2012) Antonio Tombolini Editore, 2015
- Kill Ball (2012) Antonio Tombolini Editore, 2014
- Teeth and Tongue Landscape (2013)
- Apocalisse Peluche (Cuddly Holocaust, 2013) Antonio Tombolini Editore, 2017
- Il Villaggio delle Sirene (Village of the Mermaids, 2013) Antonio Tombolini Editore, 2017
- Claustrofollia (Clusterfuck, 2013) Independent Legions Publishing, 2017
- La Casa sulle Sabbie Mobili (Quicksand House, 2013) Antonio Tombolini Editore, 2016
- The Tick People (2014)
- As She Stabbed Me Gently in the Face (2015)
- ClownFellas: Tales of the Bozo Family (2015)
- Every Time We Meet at the Dairy Queen, Your Whole Fucking Face Explodes (2016)
- The Terrible Thing That Happens (2016)
- Exercise Bike (2017)
- Spider Bunny (2017)
- The Big Meat (2017)
- Parasite Milk (2017)
- Stacking Doll (2018)
- Neverday (2018)
- The Boy with the Chainsaw Heart (2018)
- Mouse Trap (2019)
- Snuggle Club (2020)
- The Bad Box (2020)
- Full Metal Octopus (2021)
- Goblins on the Other Side (2022)
- The Girl with the Barbed Wire Hair (2022)
- You Always Try to Kill Me in Your Dreams (2023)
- Glass Children (2023)
- Why I Married a Clown Girl From the Dimension of Death (2023)